# 沃德鎮區 (印地安納州蘭道夫縣)
沃德鎮區（英語：Ward Township）是位於美國印地安納州蘭道夫縣的一個行政鎮區。

## 地方資料
根據2010年美國人口普查的數據，沃德鎮區的面積為95.50平方千米，當中陸地面積為95.20平方千米，而水域面積為0.30平方千米。當地共有人口1109人，而人口密度為每平方千米11.61人。